# Achacy Pisarski
Achacy Pisarski z Pisar herbu Szreniawa (zm. 11 listopada 1673) – namiestnik województwa krakowskiego w konfederacji Lubomirskiego 1666. Starosta wolbromski 1672, rotmistrz wojsk koronnych, pułkownik województwa krakowskiego w 1668 roku.
Poseł na sejm konwokacyjny 1668 roku z województwa krakowskiego. Był członkiem konfederacji generalnej zawiązanej 5 listopada 1668 roku na tym sejmie. Poseł województwa krakowskiego na sejm elekcyjny Michała Korybuta Wiśniowieckiego. Jeden z dowódców małopolskiego pospolitego ruszenia w bitwie pod Mątwami w roku 1666, gdzie dowodzone przez niego oddziały w składzie wojsk księcia Lubomirskiego pobiły w polu wojska królewskie Jana Kazimierza.
Zginął 11 listopada 1673 w bitwie pod Chocimiem.

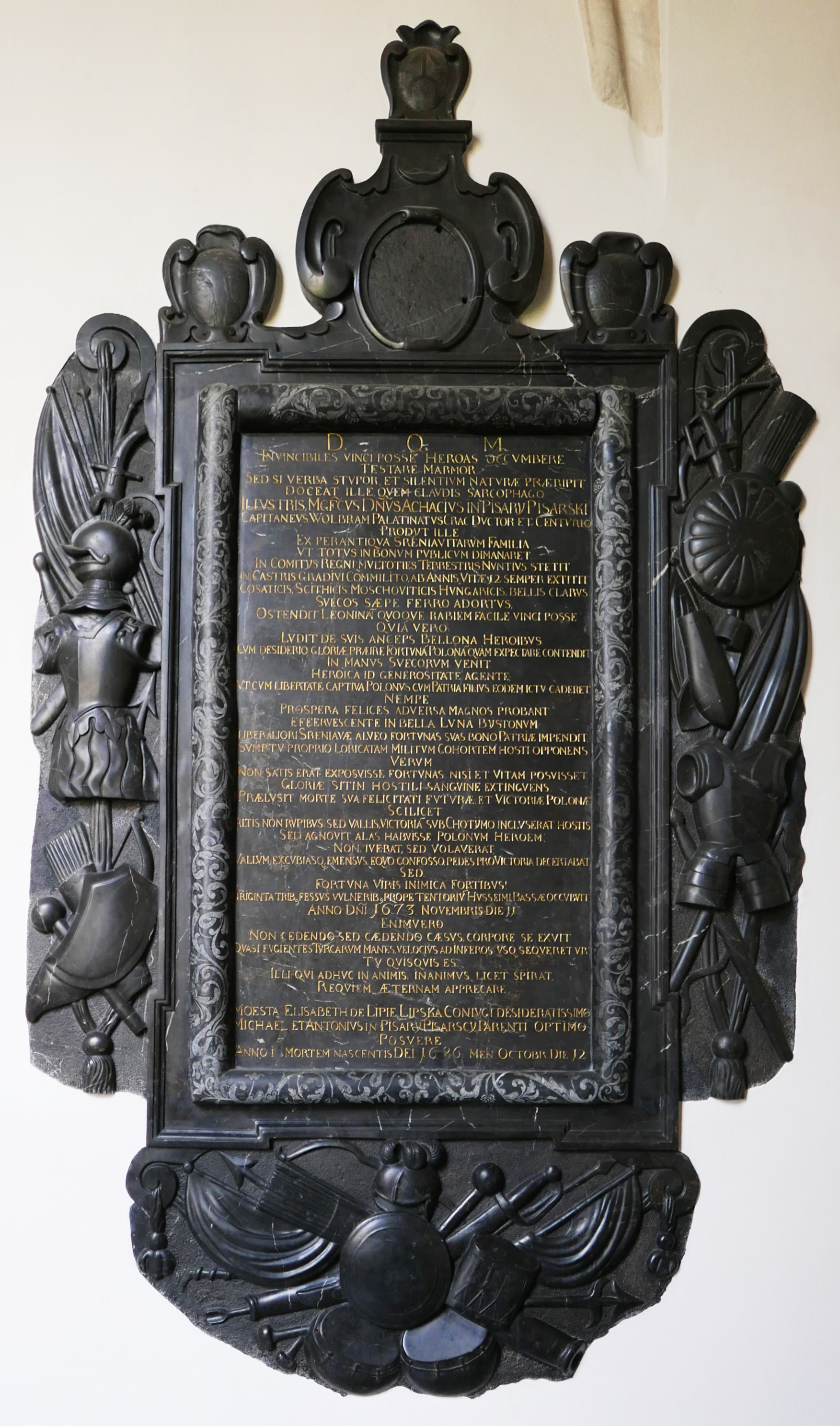
Epitafium Achacego Pisarskiego w klasztorze dominikanów w Krakowie

Jego okazałe epitafium ufundowane w 1686 roku znajduje się w południowym ramieniu krużganka klasztoru dominikanów w Krakowie.